# 윤영렬
윤영렬(尹英烈, 1854년 4월 15일 ~ 1939년 11월 4일)은 대한제국의 군인 겸 정치인이다.  윤치소의 아버지이며 대한민국 4대 대통령인 윤보선의 할아버지이다.

## 이력
윤근수, 윤두수 형제의 후손으로 조선 후기 지중추부사를 지낸 윤취동의 아들이며 군부대신을 지낸 윤웅렬의 동생이다. 독립운동가였다가 친일파로 변절한 윤치호, 군의관 윤치왕, 외교관 윤치창의 숙부이며, 대한민국 제1대 내무부장관을 지낸 윤치영의 아버지이자 제4대 대통령 윤보선, 경기도지사를 지낸 윤원선의 할아버지이다.
흥선대원군에게 발탁, 무관으로 출사하였다. 무관 재직 중 1878년(고종 15년) 정식으로 무과(武科)에 급제하여 지방관을 전전하였으며, 1890년 평안북도 강계방어사로 나갔다가 1893년 내무참의(內務參議)를 거쳐 다시 사헌부 감찰이 되었다. 1894년 10월에는 아산의 선비 조중석(趙重錫)과 함께 장정 300명을 모아 천안군 목천면에 출몰한 도적을 토벌하였다. 이후 강계부사를 거쳐 안성군수, 연기군수 등을 역임했다.
동학 농민 운동 당시 충청남도 지역의 동학 농민군 토벌에 출정하였으며, 경기도 안성군의 군수가 해결하지 못하는 강도 마장군과 만주에서 쳐들어온 마적을 토벌, 소탕했다. 대한제국에서는 육군 참장과 자헌대부를 지냈고, 일제강점기에는 공직에서 은퇴하고 여생을 보냈다. 자는 백웅(白熊), 백웅(白雄), 호는 연구(蓮龜), 또는 경재(敬齎). 본관은 해평(海平)이다.

## 생애

### 생애 초기

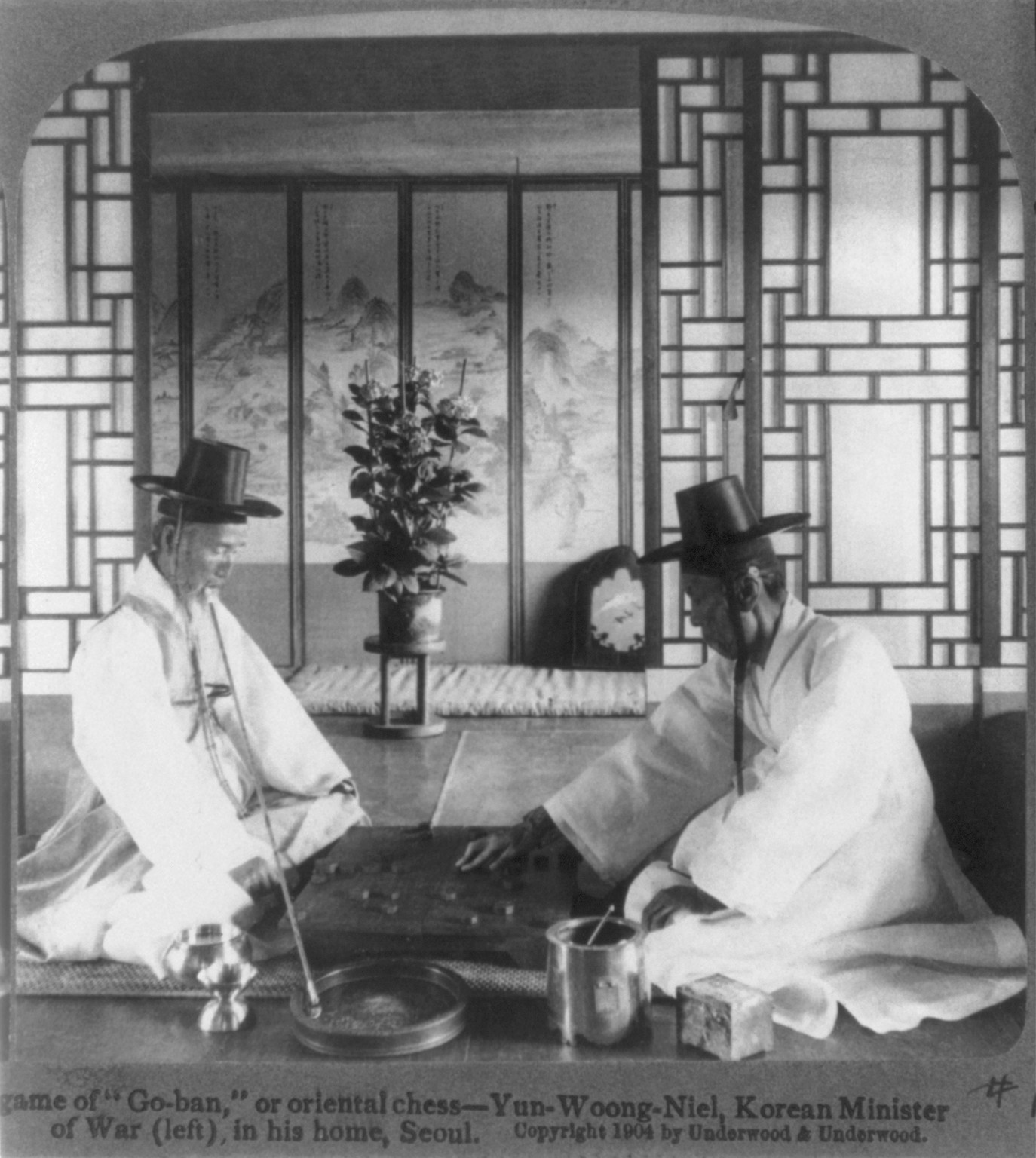
형 윤웅렬(왼편 담배 피우는 이)

윤영렬은 1854년 음력 4월 15일 중추부지사를 지낸 해평 윤씨 윤취동(尹聚東)과 그의 두 번째 부인 인 안동김씨의 둘째 아들로 충청남도 아산군 둔포면에서 태어났다. 그의 출생년대는 보통 1854년으로 보나, 일설에 의하면 1843년생이라는 설도 있다. 어려서부터 기력이 강건하여 형 윤웅렬과 함께 두 형제가 천하장사라는 소리를 들었다. 위로는 누이가 몇 명 있었는데, 그 중 한명은 온양에 사는 이원시에게 시집갔고, 후일 소설가 겸 작가인 이어령의 진외증조모가 된다. 누나 중 온양으로 시집간 윤씨부인은 한글과 한학 실력에도 뛰어났는데, 훗날 남동생인 윤영렬의 치적을 담은 회고록인 《윤상공 선정록》을 출간하기도 했다. 또다른 누나들 중 한명은 아산에 사는 전주이씨 이인서에게 시집갔다.
아버지 윤취동은 첫 부인에게서 아들이 없었고, 재취 부인을 얻었지만 딸만 몇명 두었고, 나이 40이 넘도록 아들이 없었다. 아버지 취동은 웅달산에 기도를 하고 난 뒤 아들을 수태했다 하여 장남의 이름을 웅렬이라 지었고, 뒤에 그의 이름은 형 윤웅렬과 짝을 맞추기 위해(영웅)으로 영렬로 지어졌다. 윤웅렬의 동생으로 9세 때 부친을 여의었다.
그의 가계는 선조 때의 형제 정승 윤두수, 윤근수 형제의 후손으로 7대조 윤흔(尹昕)이 예조판서를 지내고 6대조 윤취지(尹就之)는 부사직을 지냈으나 증조부 대에 향반으로 몰락하였다. 5대조 윤채는 세자익위사사어를 지내고 사후 증 이조참판에 추증되었으며, 고조부 윤세겸은 돈령부동지사를 지냈으며, 재종조부 윤득우는 병조참판과 광주부윤을 지냈으나 소론 신치운의 문인이라 하여 순탄치 않은 관료생활을 보냈다. 증조부 윤발은 관직이 없이 생활하다가 집터가 수원행궁으로 편입되면서 잠깐 낭청직을 지냈다. 후에 그의 아버지 윤취동이 억울함을 상소하여 호조참의에 추증되었다. 할아버지 윤득실은 통덕랑을 지냈지만 요절했고, 천안군으로 분가한 아버지 윤취동은 할아버지의 넷째 아들이었다.

### 관료 생활 초반
어려서 아버지 윤취동을 여의었지만 아버지 윤취동은 관직생활 외에 자력으로 아산군 신항리의 농토를 얻은 뒤 만석꾼 대지주가 되어 가세를 일으켰으므로 그는 어렵지 않은 소년기와 청년기를 보냈다. 장인인 한치원(韓致元)에게 글을 배워 간단한 글과 고전에 대한 지식이 있었다. 훗날 조카인 윤치호는 그가 학식이 부족했다 하였지만 그는 어린 윤보선과 윤치영에게 삼국지에 나오는 관우 운장을 설명하며 그와 같은 사람이 되도록 권고하였다. 글을 잘 지었던 장인 한치원은 그에게 '체화재상량문(棣華齋上樑文)' 등의 글을 지어 선물로 봉정하였다.
장인 한치원에게서 글을 배우다가 형 윤웅렬의 주선으로 박규수, 강위의 문하에도 출입하며 글을 배웠다. 일찍이 흥선대원군에게 발탁되어 관직에 나가 군관(軍官)으로 활동하다가 1878년(고종 15년) 무과(武科)에 급제하여 조선에서 사헌부 감찰을 지냈다. 1881년(고종 19년) 1월 6품으로 승진하였고, 6월 20일 규장각검서관에 임명되었다. 1882년 1월 왕세자인 순종과 세자빈 순명효황후의 가례가 결정되자, 규장각 검서관으로 가례도감 별간역(別看役)을 겸임하였다.
1882년 3월 3일 부사과, 이후 상의원 별제를 거쳐 12월 8일 금부도사가 되었다. 12월 15일 사헌부감찰이 되었다가 1883년 1월 27일 규장각검서관, 6월 4일 장악원 주부, 12월 27일 사헌부감찰이 되었다. 1884년 8월 16일 부사과, 9월 10일 종부시 인의가 되었다.
1890년 평안북도 강계방어사로 나갔다가 1891년 8월 10일 부호군, 1893년 내무참의(內務參議)를 거쳐 다시 사헌부 감찰이 되었다.

### 동학농민군 및 도적 토벌

#### 동학 농민군 토벌

동학 농민 운동 당시 동학 농민군의 사발통문(격문)

1894년 10월 윤영렬은 아산(牙山)에 사는 조중석(趙重錫)과 함께 장정 300명을 모아 천안군 목천면에 출몰한 도적을 토벌하였다. 이후 동학 농민 운동의 토벌에 참여한다.
1894년 동학 농민 운동 당시 조중양과 함께 토벌군에 별군관으로 차출되었다. 별군관으로 차출된 그는 관군 외에도 격문을 돌려 의병을 모집하였다. 이어 관군과 의병 병력을 이끌고 충청남도 아산과 천안 일대의 동학 농민군 토벌에 참여하였으며, 아들 윤치소 역시 창의하여 동학군 토벌에 출정하였다. 300명의 병사를 모집한 그는 정부군에 가담해 혁혁한 공을 세웠다. 그는 산적 소탕, 도적 체포의 달인이었다. 1895년 음력 9월 을미사변이 발생하자 관직을 사퇴하고 고향으로 내려갔다가 다시 복직했다.
한편 조카 윤치호는 상하이 망명 중 동학 농민 운동의 소식을 접하고 이를 적극 지지하여 화제가 되었다. 윤치호는 1894년 2월, 상해 YMCA의 조선문제에 관한 연설에서 그는 "평화적 또는 폭력적 내부혁명만이 조선의 유일한 구제책이다."라고 주장했고, 동년 5월 동학당의 봉기가 삼남지방에 만연되고 있다는 소식을 듣고, "악으로 물들고 피로 얼룩진 정부를 때려부스는 일이라면 어떠한 일도 환영하고 또 환영한다."라고 주장했다. 윤치호의 동학 농민 혁명 지지 선언이 알려지자 처음에 이들은 당황해하였으나, 이내 평정심을 찾고 동비 토벌을 계속한다.
이후 연안부사를 거쳐 구한 말에 강계부사 겸 방어사와 경기도 안성군수 겸 삼남토포사(三南討捕使)를 지냈다.

#### 도적, 마적 토벌
1895년 3월 4일 강계부사를 거쳐 9월 2일 연안 군수(延安郡守)로 발령되었다가 11월 29일 사퇴하였다. 1896년 4월 18일 안성군수에 임명되었다. 1897년 12월 26일 안성군수 재직 중 육군 부위에 겸임되었다.
안성군수 재직 중 마장군이라는 도적을 토벌하기도 했다. 그가 안성군으로 부임했을 때는 안성과 근처 여주, 이천까지 도적의 무리가 횡횡하였고 그 중에서도 마장군의 무리가 가장 강력하였다. 그러나 역대 군수들은 이들 도적을 제대로 소탕하지 못해 파면되거나 이임되었다.
관군이 없어서 군수는 마장군의 협박 편지를 받고 도주했다. 윤영렬은 부임하자마자 근대적 치안 제도와 순검 제도를 도입했으며, 민병대를 조직해 도적 토벌에 나섰다. 토벌은 총격전까지 벌이는 치열한 난투였고 저항도 대단했다. 윤영렬은 병사를 모집하고 병사들의 녹봉과 포상, 그리고 노비나 하층민에게는 면천하여 평민이 될 수 있는 기회를 조건으로 제시했다. 안성 주변의 도적들은 무리가 강성해서 그 수가 8,000에 이른다고 주장하며 윤영렬에게 공개적으로 죽산 오봉산에서 결투를 벌이자는 전갈을 보낼 정도였고, 논두렁에 숨어서 윤영렬을 저격한 사건도 있었다. 또한 윤영렬의 토벌대가 주둔하던 막사에 자객을 침투시켰으나 재빨리 피신하였다.
1898년 10월 그는 도적의 우두머리인 마장군에게 투항을 권고했다. 1898년 12월 9일자 "잡보"의 내용은 안성군의 마장군이라는 불한당 괴수의 관군에 대한 도전을 안성군수이던 윤영렬이 효유한 글을 전재한 것이다. 그러나 마장군은 듣지 않았고, 그는 직접 관군을 이끌고 직접 토벌에 나서, 보개산에 올라 마장군의 근거지를 소탕했다. 이 과정에서 도적이 쏜 총에 맞고 쓰러지기도 했으나 기적적으로 일어나 도적 소탕을 지휘하였다. 만주에서 경기도까지 쳐내려온 만주족 마적단과 안성군 들판에서 총격전을 벌이기도 했다. 만주족 마적은 새벽에 윤영렬이 잠자던 막사에 자객으로 쳐들어왔지만 민첩하게 피신하여 생명을 건졌다. 만주족 마적들을 제압하자 이들은 다시는 쳐들어오지 않겠다고 다짐하고 되돌아갔다.

#### 안성군수 재직 중
안성군수 재직 중 윤영렬은 흉년과 질병을 이유로 조세 감면을 경기도관찰사와 조정에 여러번 건의하여 조세를 감면받았다. 당시 조선 사회는 관료의 능력을 세금 징수 능력으로 성적을 매겼다. 군현의 사정을 무시한 채 얼마 미납이면 처벌, 혹은 파면이라는 기계적인 규정까지 만들어서 운영했다. 간혹 거물급 인사가 수령으로 오면 조정에 상소해서 조세를 탕감하거나 유예하는 것이 가능했지만, 그렇지 않으면 백성들에게 긁어서 바치거나, 출세를 포기하고 사직 또는 파면당하거나 둘 중 하나를 택해야 했다.
윤영렬은 난감한 상황에서 이전의 군수들이 해결하지 못한 역둔토(驛屯土)의 밀린 세금을 거두어 납부하는 한편, 안성군 호포의 절반을 탕감받고, 의병들이 관청 서류를 모두 불에 태워 밀린 세금의 납부가 어렵다고 하소연해서 세금 탕감을 받아내기도 했다. 자기 홍보에도 능력이 있어서 안성에만 선정비를 네 개나 세웠다. 원래 지방관은 부임 임기가 3년 이상을 넘을 수 없었으나, 그는 특별히 안성군수로 7년 동안 재임하였다. 그의 마장군 토벌은 유명세를 타게 되었으나 지나친 명성을 부담스러워한 그는 이임하면서 주민들에게 자신의 선정비는 세우지 말 것을 권고했다. 그러나 주민들은 그의 선정비를 세웠고, 선정비는 현재 안성시 안성공원에 현존하고 있다.

### 대한제국 시절

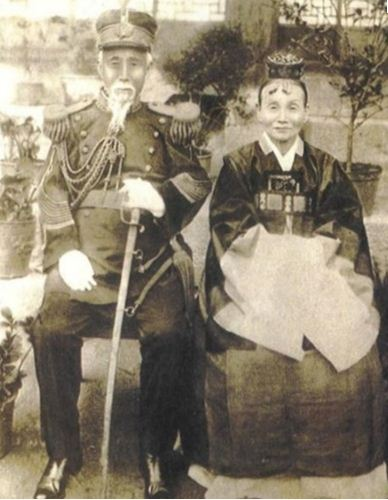
1927년 5월 16일 윤영렬과 한진숙의 회혼례식 사진

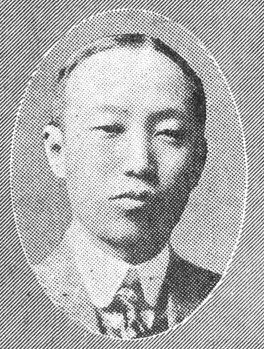
장남 윤치오

1898년(광무 1년) 대한제국 수립 이후 육군부위를 지내기도 했다. 1902년 연기군수(燕岐郡守)로 나갔다가 다시 중추원의관으로 되돌아왔고, 이어 육군 정위로 승진하였다. 한편 1900년대 이후 조카 윤치호의 전도로 기독교로 개종하고 이후 그의 가족들은 기독교 신자가 되었다.
1902년 1월 28일 충청남도 연기군수로 나갔다가 1904년 1월 11일 육군 보병 정위(陸軍步兵正尉)로 돌아왔으며 다시 2월 19일 남포군수(藍浦郡守)로 부임했다가 3월 22일 의원면직하였다. 동년 4월 집포관(戢捕官)으로 임명되어 호서와 호남의 도적을 토벌하는데 파견되었다. 4월 25일 은진 군수로 임명되었으나 9월 2일 의원면직하였다. 1905년 3월 9일 육군 보병 참령(陸軍步兵參領), 11월 9일 육군 보병 부령, 1906년 4월 가선대부로 승진했다.
1906년(광무 9년) 4월 준원전(濬源殿)을 개수하는데 참여한 공로로 가의대부로 승진하고, 1906년 5월 29일 육군 보병 정령(陸軍步兵正領)을 거쳐 동년 9월 2일 육군참장(陸軍參將)으로 승진했다. 이어 경무사(警務使)에 임명되었으나, 9월 3일 총리대신 이완용이 보직 없는 장교들을 모두 해임할 것을 청하여 해임되었다. 1907년(융희 1년)에는 기호흥학회(畿湖興學會)에 가입하여 활동하였다.
1910년 7월 23일 다시 자헌대부로 승진하였다. 1910년(융희 4년) 10월 한일합방이 되자 관작을 사퇴하였다. 그는 조선총독부가 주는 자작 작위와 은사금도 거절하고 충청남도 아산군 둔포로 내려가 칩거하였다. 이후 글쓰기 등으로 소일하였다.

### 생애 후반

#### 은퇴와 만년
그는 장수하여 1920년대에 회혼례를 올렸다 한다. 일제강점기 내내 다복한 삶을 살았다.

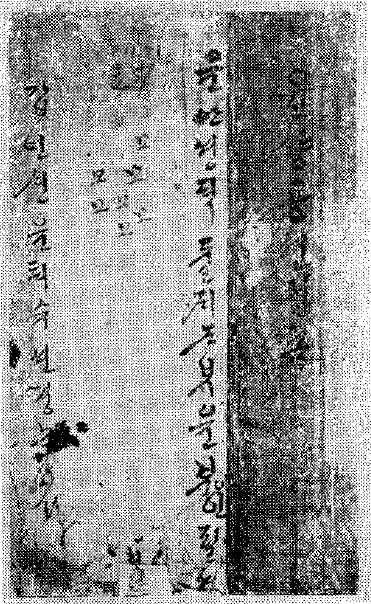
윤영렬의 일대기를 적은 윤상공 선정록
(그의 누나 윤씨부인이 지었다.)

1931년에는 충무공 이순신 묘소 주변 위토가 일본인에게 매각당할 위기에 처하자, 유적지 보존운동에 참여하여 성금을 여러 번 기탁하기도 했다. 또한 해평윤씨 문중 회의에서 문장(종친회장)에 선출되기도 했다.
그러나 만년에는 경제적인 어려움을 겪기도 했다. 조카 윤치호(尹致昊)에 의하면 그의 둘째아들 치소는 지주로서 엄청난 부를 축적했다. 그가 아니었더라면 삼촌은 가난뱅이로 죽었을 것이라고 지적했다. 한일 합방 이후 일체의 공직을 맡지 않았기에 그는 사후에도 친일파로 몰리지는 않았다.
그의 조카인 윤치창이 서울 종로구에 호화로운 별장을 마련하여 친구와 지인, 친척들을 초청했다. 다들 윤치창의 화려한 별장을 보고 무척 부러워하였지만 윤영렬만 홀로 이를 염려하였다.
| “ | 치창이가 삼촌, 사촌들(윤치성, 윤치병, 윤치명)과 그 아내들까지 양풍(서양식) 집에 초대를 했다. 내 아내와 나, 그리고 명희 또한 초대받았다. 식사 후 삼촌(윤영렬)은 치창이가 수입에 비해 너무 지나치게 사치한 집들을 소유하고 있는 데 대해 아주 현명한 충고를 하셨다. "넌 이 집이 네게 너무 과할 정도로 좋다고 생각지 않니?"라고 삼촌은 물으셨다. 치창이는 그렇다고 대답할 수 밖에 없었다. | ” |
|   | — 윤치호일기 1938년 5월 12일자 |   |

윤영렬은 윤치창에게 "너는 이 집이 네게 너무 과할 정도로 좋아고 생각하지 않느냐"며 홀로 염려하였다. 얼마 뒤 윤치창은 형 윤치왕의 약속어음을 배서해주었다가 엄청난 빚을 지고, 채무를 변제하기 위해 집과 별장을 모두 매각해야 했다.

#### 최후
1939년 11월 4일 오후 4시 에 충청남도 아산군 둔포면 자택에서 병으로 사망했다. 당시 그의 나이는 향년 86세였다.
사후 묘소는 형 윤웅렬의 묘 근처인 경기도 평택시 팽성읍 객사리 뒤편 부용산에 매장되었다.
후에 형 윤웅렬의 묘는 아산 석곡리로 이장되고, 객사리 부용산에는 윤영렬과 그의 부인 한진숙 내외의 묘와 후손들의 묘가 조성되었다. 또한 그의 증손 물리학자 윤창구의 묘는 윤영렬의 묘소 북동편에 조성된다.

### 사후
묘소는 경기도 평택시 팽성읍 객사리 마을 뒤편 부용산에 안장되어 있다.
조카 윤치호는 그가 학식이 없다고 지적했다. 윤치호에 의하면 '그는 학교에서 교육을 받은 적도 없었고, 순 한문으로 편지를 쓸 수도 없었다. 그는 읽을 줄도 몰랐다.'고 지적했다. 윤치호에 의하면 삼촌은 글을 모르고 지식에는 문외한이었지만 사물을 판단하는 능력, 수완력은 좋았다고 기록하였다.
그에게는 첩이 1명 있었는데 사리분별력이 없었다고 한다. 윤치호에 의하면 그가 사리분별력이 없는 첩을 두지만 않았더라면, 적어도 10~15년은 더 살수 있었을 것이라며 아쉬워하기도 했다. 그밖에도 윤영렬은 신덕경, 장복첨 등의 첩을 두었다. 본처 한진숙 소생 장남 윤치오도 큰 빚을 져 피소당하기도 했다. 한편 윤치호에 의하면 수완에 밝은 둘째 아들 윤치소가 재력을 모았으므로 그가 말년에 거지가 되는 일은 모면하였다 한다. 조카 윤치호의 전도로 교회에 다니면서 기독교신자로 개종하게 되었다.

## 가족 관계
- 조부: 윤득실(尹得實, 1768년 ~ 1805년), 도제윤흔(陶齋 尹昕, 1564년 ~ 1638년)의 5대손
- 조모: 남양홍씨(南陽洪氏, 1765년 - 1816년 5월 7일)
  - 백부: 윤교동(尹敎東, 1786년 ~ 1829년 5월 8일)
  - 백모: 나주 임씨(羅州林氏, 1794년 2월 3일 ~ 1834년 10월 2일)
    - 사촌 형: 윤팽렬(尹彭烈, 1801년 ~ 1833년 9월 23일)
    - 사촌 형수: 전주이씨, 1813년 ~ 1894년 10월 18일

  - 백부: 윤우동(尹祐東, 1788년 3월 15일 ~ 1827년 4월 30일)
  - 백모: 우봉이씨, 1797년 9월 10일 ~ 1834년 11월 3일)
  - 고모: 해평윤씨
  - 고모부: 김상정(金相鼎, 광산김씨)

|                       |                       |                                     |                                     |                                     |                                     |                                     |                                     |  |  |                                                   |                                                   |                                                   |                                                   |                                                   |                                                   | 윤취동 (尹取東) 1798~1863 |  |                                     |                                     |                                     |                                     |                                     |                                     |  |  |                                     |                                     |                                     |                                     |                                     |                                     |                                     |                                     |                                     |                                     |                                     |                                     |                                     |                                     |  |  |                                     |                                     |                                     |                                     |                                     |                                     |                           |                           |                           |                           |                           |                           |                           |                           |                           |                           |  |  |                           |                           |                           |                           |                           |                           |  |  |           |           |           |           |           |           |
|                       |                       |                                     |                                     |                                     |                                     |                                     |                                     |  |  |                                                   |                                                   |                                                   |                                                   |                                                   |                                                   |                           |  |                                     |                                     |                                     |                                     |                                     |                                     |  |  |                                     |                                     |                                     |                                     |                                     |                                     |                                     |                                     |                                     |                                     |                                     |                                     |                                     |                                     |  |  |                                     |                                     |                                     |                                     |                                     |                                     |                           |                           |                           |                           |                           |                           |                           |                           |                           |                           |  |  |                           |                           |                           |                           |                           |                           |  |  |           |           |           |           |           |           |
|                       |                       |                                     |                                     |                                     |                                     |                                     |                                     |  |  |                                                   |                                                   |                                                   |                                                   |                                                   |                                                   |                           |  |                                     |                                     |                                     |                                     |                                     |                                     |  |  |                                     |                                     |                                     |                                     |                                     |                                     |                                     |                                     |                                     |                                     |                                     |                                     |                                     |                                     |  |  |                                     |                                     |                                     |                                     |                                     |                                     |                           |                           |                           |                           |                           |                           |                           |                           |                           |                           |  |  |                           |                           |                           |                           |                           |                           |  |  |           |           |           |           |           |           |
| 윤씨 (尹氏) 1835~1920 | 윤씨 (尹氏) 1835~1920 | 윤씨 (尹氏) 1835~1920               | 윤씨 (尹氏) 1835~1920               | 윤씨 (尹氏) 1835~1920               | 윤씨 (尹氏) 1835~1920               |                                     |                                     |  |  | 반계 윤웅렬 (磻溪 尹雄烈) 1840~1911 윤웅렬 가계도 | 반계 윤웅렬 (磻溪 尹雄烈) 1840~1911 윤웅렬 가계도 | 반계 윤웅렬 (磻溪 尹雄烈) 1840~1911 윤웅렬 가계도 | 반계 윤웅렬 (磻溪 尹雄烈) 1840~1911 윤웅렬 가계도 | 반계 윤웅렬 (磻溪 尹雄烈) 1840~1911 윤웅렬 가계도 | 반계 윤웅렬 (磻溪 尹雄烈) 1840~1911 윤웅렬 가계도 |                           |  |                                     |                                     |                                     |                                     |                                     |                                     |  |  |                                     |                                     |                                     |                                     | 연구 윤영렬 (蓮龜 尹英烈) 1854~1939 | 연구 윤영렬 (蓮龜 尹英烈) 1854~1939 | 연구 윤영렬 (蓮龜 尹英烈) 1854~1939 | 연구 윤영렬 (蓮龜 尹英烈) 1854~1939 | 연구 윤영렬 (蓮龜 尹英烈) 1854~1939 | 연구 윤영렬 (蓮龜 尹英烈) 1854~1939 |                                     |                                     |                                     |                                     |  |  |                                     |                                     |                                     |                                     |                                     |                                     | 한진숙 (韓鎭淑) 1851~1938 | 한진숙 (韓鎭淑) 1851~1938 | 한진숙 (韓鎭淑) 1851~1938 | 한진숙 (韓鎭淑) 1851~1938 | 한진숙 (韓鎭淑) 1851~1938 | 한진숙 (韓鎭淑) 1851~1938 |                           |                           |                           |                           |  |  |                           |                           |                           |                           |                           |                           |  |  |           |           |           |           |           |           |
| 윤씨 (尹氏) 1835~1920 | 윤씨 (尹氏) 1835~1920 | 윤씨 (尹氏) 1835~1920               | 윤씨 (尹氏) 1835~1920               | 윤씨 (尹氏) 1835~1920               | 윤씨 (尹氏) 1835~1920               |                                     |                                     |  |  | 반계 윤웅렬 (磻溪 尹雄烈) 1840~1911 윤웅렬 가계도 | 반계 윤웅렬 (磻溪 尹雄烈) 1840~1911 윤웅렬 가계도 | 반계 윤웅렬 (磻溪 尹雄烈) 1840~1911 윤웅렬 가계도 | 반계 윤웅렬 (磻溪 尹雄烈) 1840~1911 윤웅렬 가계도 | 반계 윤웅렬 (磻溪 尹雄烈) 1840~1911 윤웅렬 가계도 | 반계 윤웅렬 (磻溪 尹雄烈) 1840~1911 윤웅렬 가계도 |                           |  |                                     |                                     |                                     |                                     |                                     |                                     |  |  |                                     |                                     |                                     |                                     | 연구 윤영렬 (蓮龜 尹英烈) 1854~1939 | 연구 윤영렬 (蓮龜 尹英烈) 1854~1939 | 연구 윤영렬 (蓮龜 尹英烈) 1854~1939 | 연구 윤영렬 (蓮龜 尹英烈) 1854~1939 | 연구 윤영렬 (蓮龜 尹英烈) 1854~1939 | 연구 윤영렬 (蓮龜 尹英烈) 1854~1939 |                                     |                                     |                                     |                                     |  |  |                                     |                                     |                                     |                                     |                                     |                                     | 한진숙 (韓鎭淑) 1851~1938 | 한진숙 (韓鎭淑) 1851~1938 | 한진숙 (韓鎭淑) 1851~1938 | 한진숙 (韓鎭淑) 1851~1938 | 한진숙 (韓鎭淑) 1851~1938 | 한진숙 (韓鎭淑) 1851~1938 |                           |                           |                           |                           |  |  |                           |                           |                           |                           |                           |                           |  |  |           |           |           |           |           |           |
|                       |                       |                                     |                                     |                                     |                                     |                                     |                                     |  |  |                                                   |                                                   |                                                   |                                                   |                                                   |                                                   |                           |  |                                     |                                     |                                     |                                     |                                     |                                     |  |  |                                     |                                     |                                     |                                     |                                     |                                     |                                     |                                     |                                     |                                     |                                     |                                     |                                     |                                     |  |  |                                     |                                     |                                     |                                     |                                     |                                     |                           |                           |                           |                           |                           |                           |                           |                           |                           |                           |  |  |                           |                           |                           |                           |                           |                           |  |  |           |           |           |           |           |           |
|                       |                       |                                     |                                     |                                     |                                     |                                     |                                     |  |  |                                                   |                                                   |                                                   |                                                   |                                                   |                                                   |                           |  |                                     |                                     |                                     |                                     |                                     |                                     |  |  |                                     |                                     |                                     |                                     |                                     |                                     |                                     |                                     |                                     |                                     |                                     |                                     |                                     |                                     |  |  |                                     |                                     |                                     |                                     |                                     |                                     |                           |                           |                           |                           |                           |                           |                           |                           |                           |                           |  |  |                           |                           |                           |                           |                           |                           |  |  |           |           |           |           |           |           |
|                       |                       |                                     |                                     |                                     |                                     |                                     |                                     |  |  |                                                   |                                                   |                                                   |                                                   |                                                   |                                                   |                           |  |                                     |                                     |                                     |                                     |                                     |                                     |  |  |                                     |                                     |                                     |                                     |                                     |                                     |                                     |                                     |                                     |                                     |                                     |                                     |                                     |                                     |  |  |                                     |                                     |                                     |                                     |                                     |                                     |                           |                           |                           |                           |                           |                           |                           |                           |                           |                           |  |  |                           |                           |                           |                           |                           |                           |  |  |           |           |           |           |           |           |
|                       |                       | 동암 윤치오 (東庵 尹致旿) 1869~1950 | 동암 윤치오 (東庵 尹致旿) 1869~1950 | 동암 윤치오 (東庵 尹致旿) 1869~1950 | 동암 윤치오 (東庵 尹致旿) 1869~1950 | 동암 윤치오 (東庵 尹致旿) 1869~1950 | 동암 윤치오 (東庵 尹致旿) 1869~1950 |  |  | 동야 윤치소 (東野 尹致昭) 1871~1944               | 동야 윤치소 (東野 尹致昭) 1871~1944               | 동야 윤치소 (東野 尹致昭) 1871~1944               | 동야 윤치소 (東野 尹致昭) 1871~1944               | 동야 윤치소 (東野 尹致昭) 1871~1944               | 동야 윤치소 (東野 尹致昭) 1871~1944               |                           |  | 악연 윤치성 (岳淵 尹致晟) 1875~1936 | 악연 윤치성 (岳淵 尹致晟) 1875~1936 | 악연 윤치성 (岳淵 尹致晟) 1875~1936 | 악연 윤치성 (岳淵 尹致晟) 1875~1936 | 악연 윤치성 (岳淵 尹致晟) 1875~1936 | 악연 윤치성 (岳淵 尹致晟) 1875~1936 |  |  | 간송 윤치병 (澗松 尹致昞) 1880~1940 | 간송 윤치병 (澗松 尹致昞) 1880~1940 | 간송 윤치병 (澗松 尹致昞) 1880~1940 | 간송 윤치병 (澗松 尹致昞) 1880~1940 | 간송 윤치병 (澗松 尹致昞) 1880~1940 | 간송 윤치병 (澗松 尹致昞) 1880~1940 |                                     |                                     | 남강 윤치명 (南岡 尹致明) 1885~1944 | 남강 윤치명 (南岡 尹致明) 1885~1944 | 남강 윤치명 (南岡 尹致明) 1885~1944 | 남강 윤치명 (南岡 尹致明) 1885~1944 | 남강 윤치명 (南岡 尹致明) 1885~1944 | 남강 윤치명 (南岡 尹致明) 1885~1944 |  |  | 동산 윤치영 (東山 尹致暎) 1898~1996 | 동산 윤치영 (東山 尹致暎) 1898~1996 | 동산 윤치영 (東山 尹致暎) 1898~1996 | 동산 윤치영 (東山 尹致暎) 1898~1996 | 동산 윤치영 (東山 尹致暎) 1898~1996 | 동산 윤치영 (東山 尹致暎) 1898~1996 |                           |                           |                           |                           | 윤활란 (尹活蘭) 1884~1967 | 윤활란 (尹活蘭) 1884~1967 | 윤활란 (尹活蘭) 1884~1967 | 윤활란 (尹活蘭) 1884~1967 | 윤활란 (尹活蘭) 1884~1967 | 윤활란 (尹活蘭) 1884~1967 |  |  | 윤노덕 (尹老德) 1889~1979 | 윤노덕 (尹老德) 1889~1979 | 윤노덕 (尹老德) 1889~1979 | 윤노덕 (尹老德) 1889~1979 | 윤노덕 (尹老德) 1889~1979 | 윤노덕 (尹老德) 1889~1979 |  |  | 이름 미상 | 이름 미상 | 이름 미상 | 이름 미상 | 이름 미상 | 이름 미상 |

- 아버지: 윤취동(尹取東, 1798년 7월 18일 ~ 1863년 12월 21일)
- 어머니: 고령신씨(高靈申氏, 1797년 ~ 1827년 3월 17일)
- 어머니(생모): 안동김씨(安東金氏, 1810년 ~ 1900년 10월)
  - 누나: 해평윤씨
  - 매부: 이인서(李寅恕, 본관은 전주)
  - 누나: 해평윤씨(1835년 ~ 1920년)
  - 매부: 이원시(李源始, 본관은 용인)
  - 형: 윤웅렬(尹雄烈, 1840년 음력 4월 17일 ~ 1911년 양력 9월 22일)
  - 형수: 전의이씨(1838년 6월 9일 ~ 1907년 3월 4일)
  - 형수: 이정무(1844년 9월 27일 ~ 1936년 2월 12일)
  - 형수: 김정순(金貞順[17], 1879년 3월 15일 - 1959년 11월 16일)
- 배우자: 한진숙 (韓鎭淑, 1851년 3월 29일 ~ 1938년 2월 18일, 한말 전라도 관찰사와 경상도 관찰사, 육군 참장을 지낸 한진창의 누이)
  - 장남: 동암 윤치오 (東庵 尹致旿, 1869년 9월 10일 ~ 1950년 12월 22일)
    - 장손: 동호 윤일선(東湖 尹日善, 1896년 10월 5일 ~ 1987년 6월 22일) - 前 서울대학교 총장, 의학박사
    - 손자: 윤명선(尹明善, 1900년 9월 1일 ~ 1946년 2월 11일)
    - 손자: 윤왕선(尹旺善, 1902년 1월 ~ 1926년 8월 20일)
    - 손자: 윤승선(尹昇善, 1904년 8월 7일 ~ 1966년 7월 20일)
    - 손녀: 윤시선(尹時善, 1898년 5월 30일 ~ ?), 화가, 1950년 8월 30일 납북됨
    - 손녀: 윤정선(尹晶善, 1908년 7월 8일 ~ ?)
    - 손녀: 윤융희[18]
    - 손자: 윤욱선
    - 손자: 윤창선[18]
    - 손자: 윤대선(1929년 2월 23일 ~ 1939년 11월 30일)
    - 손녀: 윤효선(尹曉善, 1925년 4월 7일 ~ )

  - 차남: 동야 윤치소(東野 尹致昭, 1871년 8월 25일 ~ 1944년 2월 20일)
  - 자부: 이범숙 (李範淑, 호는 명사(明師), 본관은 전주, 1876년 10월 15일 ~ 1969년 6월 18일, 교회 권사이기도 했다.)
    - 손자: 前 대통령 해위 윤보선(海葦 尹潽善, 1897년 8월 26일 ~ 1990년 7월 18일) - 대한민국 제4대 대통령
    - 손자: 윤완선(尹浣善, 1901년 2월 18일 ~ 1970년 5월 23일)
    - 손녀: 윤혜구
    - 손자: 활천 윤원선(活泉 尹源善, 1910년 10월 27일 ~ 1971년 12월 16일)
    - 손녀: 윤예경(尹禮卿, 1905년 6월 1일 ~ 2001년, 이화여전 졸업)
    - 손자: 윤한선(尹漢善, 1912년 8월 21일 ~ 1972년 10월 14일)
    - 손녀: 윤의경(尹義卿, 1912년 9월 28일 ~ ?)
    - 손자: 윤택선(尹澤善, 1914년 11월 20일 ~ 1998년 4월 6일) - 서울 안동교회 장로 역임[19]
    - 손녀: 윤계경(尹桂卿, 1918년 2월 13일 ~ 2011년 3월 22일)

  - 3남: 악연 윤치성(岳淵 尹致晟, 1875년 4월 7일 ~ 1936년 8월 11일)
    - 손자: 윤준선(1906년 10월 23일 ~ 2000년 9월 19일)
    - 손녀: 윤화순
    - 손자: 윤달선(尹達善, 승려, 1912년 10월 12일 ~ 1971년 9월 6일, 법명은 포산)
    - 손자: 윤호선(尹豪善, 1914년 3월 21일 ~ 1982년 2월 2일, 언론인)
    - 손자: 윤두선(1922년 5월 30일 ~ )
    - 손녀: 윤현경
    - 손녀: 윤준경
    - 손녀: 윤희경

  - 4남: 간송 윤치병(澗松 尹致昞, 1880년 6월 4일 ~ 1940년 1월 24일)
  - 5남: 남강 윤치명(南岡尹致明, 1885년[20][21] 음력 9월 - 1944년 양력 4월 21일)
    - 손자: 남정 윤유선(南庭 尹裕善, 1910년 9월 3일 ~ 1987년)

  - 6남: 동산 윤치영(東山 尹致暎, 1898년 2월 10일 ~ 1996년 2월 9일) - 前 국회부의장, 前 내무부장관, 前 서울특별시장
  - 자부: 이병영(李丙暎, 1900년 ~ 1926년(?) 2월 7일), 본관은 우봉, 수군절도사 이봉구(李鳳九)의 딸, 사학자 이병도의 여동생[22]
    - 손자: 윤기성(尹琦成, 1917년 ~ 1923년)

  - 자부: 이은혜 (異恩惠, 1898년 4월 21일 ~ 1980년 8월 23일, 이화학당 여교사 역임)[23]
    - 손녀: 윤성선 (尹成善, 1924년 8월 11일 ~ )
    - 손자: 이름 미상, 1944년생, 어려서 요절
    - 손자: 윤인선(尹仁善, 1948년 1월 9일 ~ )

  - 장녀: 윤활란(尹活蘭, 1884년 3월 9일 ~ 1967년 12월 6일, 5남 3녀를 둠)
  - 장서: 조중협(趙重協, 본관응 양주), 참봉 조보희(趙普熙)의 아들
    - 외손자: 조영호(趙永鎬)
    - 외손자: 조정호(趙鼎鎬)
    - 외손자: 조관호(趙觀鎬)
    - 외손자: 조승호(趙升鎬)
    - 외손자: 조열호(趙悅鎬)

  - 차녀: 윤노덕(尹老德, 1889년 6월 14일 ~ 1979년 11월 24일, 다른 이름은 윤정숙(尹貞淑), 정동교회 최초의 여성장로 역임.)
  - 차서: 이병림(李丙琳), 사학자 이병도의 6촌 형, 도사 이현구(李鉉九)의 아들, 1남 4녀
- 첩: 신덕경(愼德卿, ? - 1894년 5월 29일)
  - 7남: 이름 미상
- 첩: 이름 미상[14]
  - 3녀: 윤씨, 이름 미상
  - 사위: 허OO
    - 외손녀: 허현자(許炫子)
    - 외손녀사위: 김두만(金斗萬, 1927년 2월 16일 ~ )
- 첩: 장복첨(張福瞻, 1902년 1월 22일 ~ 1950년 8월 3일)
  - 8남: 윤치정(尹致晶, 1921년 11월 25일 ~ ?)
  - 4녀: 윤길희(尹吉喜, 1924년 6월 16일 ~ 1973년 6월 28일)
  - 사위: 최인항(崔仁恒, 경주인)
    - 외손자: 최익진(崔益鎭)
    - 외손자: 최익선(崔益善)

  - 5녀: 윤인희(尹麟喜, 1927년 1월 17일 ~ ?)
  - 사위: 황우현(黃禹顯, 여수인)
    - 외손자: 황익주
    - 외손자: 황승주
    - 외손자: 황걸주
    - 외손녀: 황유순
    - 외손녀: 황화순

  - 9남: 윤치일(尹致日, 1935년 2월 10일 ~ 1985년 4월 8일)
  - 며느리: 김정숙(金貞淑, 김해김씨, 1938년 3월 10일 ~ ), 김계준(金溪俊)의 딸
    - 손자: 윤우선(尹宇善, 1960년 8월 5일 ~ )
    - 손자: 윤혜선(尹慧善, 1962년 3월 24일 ~ )
    - 손자: 윤필선(尹弼善, 1964년 12월 20일 ~ )
    - 손녀: 윤선경(尹仙卿, 1966년 10월 26일 ~ )
- 장조부: 한익상(韓益相, 1767년 ~ 1846년, 병조참판 역임)
- 장인: 한치원(韓致元, 1821년 ~ 1881년, 호는 동랑(冬郎), 부호군 역임)
  - 처남: 한진창(韓鎭昌, 1858년 1월 26일 ~ 1935년 2월 2일)

## 기타
윤영렬은 본부인 청주한씨에게서 얻은 6남 2녀 외에도 다른 소실에게서 3남 2녀를 더 두었다. 소실에게서 얻은 맏딸은 일산 김두만의 장모가 된다.

## 평가
조카 좌옹 윤치호에 의하면 그는 학식은 없었지만 용감하고 정직하며 성실한 사람이었다 한다. 또한 정확한 판단력을 가진 점을 높이 평가했다. 조카 윤치호는 '그는 조선에서 가장 복 많은 사람이었다. 86년 동안 불행이나 고통을 겪은 적이 단 한번도 없었다."고 평했다.
윤치호에 의하면 그는 '사리 분별을 잘 하고 정직'했으며 '가장 현명하고 용감한 사람 중 하나'라고 했다.

## 기타
조선 말기에 의관을 지낸 윤영렬은 동명이인이다.

### 서자, 서녀

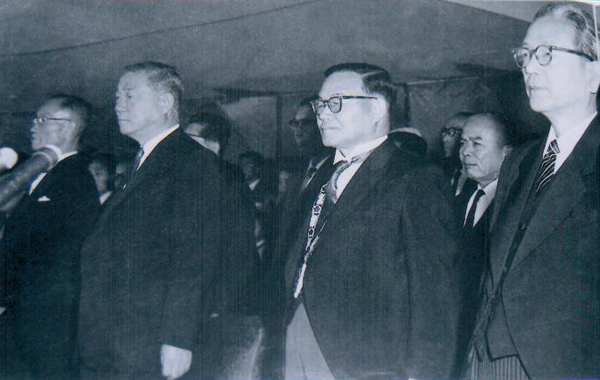
제2공화국의 대통령인 손자 윤보선(오른쪽에서 두 번째)

윤영렬은 10남 5녀를 두었는데, 아들 중 한명은 어려서 사망했다. 한편 조카 윤치호는 1939년 11월 4일자의 자신의 일기에서 숙모(청주한씨 한진숙)에게 5남 2녀를 두었다 고 기록하기도 했다. 따라서 그의 딸 3명과 아들 3명은 첩에게서 낳은 서자, 서녀들로 추정된다.
이는 아들 윤치영이나 손자 윤보선은 언급하지 않았으나 조카인 윤치호가 자신의 일기에서 '숙부의 어리석은 첩' 때문에 숙부의 건강에 해를 준 것을 질타하는 부분을 통해 알려지게 되었다.

### 윤상공 선정록
그의 누나 중 온양으로 시집간 누나 윤씨부인은 남동생인 윤영렬의 치적을 담은 《윤상공 선정록》을 친히 짓기도 했다. 후일 윤상공 선정록은 여러 사본이 배포되었는데, 손녀이자 윤치성의 딸인 윤화순이 베낀 필사본 등이 현재 전한다. 윤상공 선정록은 1983년 형설출판사에서 한글로 번역되어 출간되기도 했다.

## 같이 보기
| - 윤웅렬 - 윤치호 - 윤치오 - 윤치소 - 동학 농민 운동 - 윤보선 - 윤원선 - 개화파 - 윤치명 - 윤치왕 - 윤치성 - 윤덕영 - 윤택영 - 한진창 | - 토포사 - 이진완 - 이준용 - 흥선대원군 - 이병도 - 김성수 - 이준용 - 윤치영 - 공덕귀 - 윤성선 - 김병기 - 김상우 - 김두만 | - 안동교회 - 윤취동 - 윤치소 - 윤고려 - 민영철 - 김윤정 |

## 참고자료
- 윤씨부인, 《윤상공 선정록고》 (형설출판사, 1983)
- 윤치호, 《윤치호 일기:1916~1943》 (김상태 편역, 역사비평사, 2001)
- 윤치영, 《윤치영의 20세기:동산회고록》 (삼성출판사, 1991)
- 윤보선, 《구국의 가시밭길》 (한국정경사, 1967)
- 윤보선, 《외로운 선택의 나날들》 (동아일보사, 1991)
- 이어령, 《상상력의 거미줄》 (생각의 나무, 2001)
- 임용한, 《난세에 길을 찾다》 (시공사, 2009)